# دراخما اليونانية القديمة

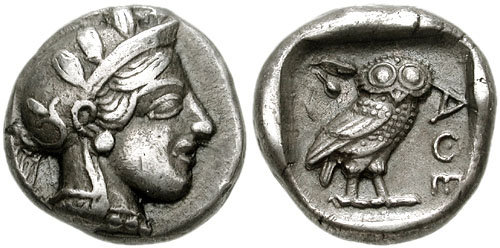
دراخما فضّية سُكَّت في أثينا حوالي 449–420 ق.م.

الدراخما (بالإغريقية: δραχμή) وتعني «ما يُمسَك باليد»؛ وهناك رأي آخر يرجعها إلى أصل أكدي «داراج‑مانا» أي «جزء من ستين من المِنة») هي عملة قديمة في اليونان القديمة، وكذلك وحدة قياس للكتلة، وكانت في الأصل عبارة عن سبيكة من الفضة تزن 1/60 من المنة.
ظلت الدراخما العملة الرسمية في اليونان حتى سنة 2002، حين استبدلت بـاليورو.
اعتمد الإغريق في معاملاتهم على أعواد معدنية مضلعة، وكان مجموع ستة منها يعادل دراخما واحدة. ويُعتقد أن هذا العدد هو ما يمكن إمساكه براحة اليد، ومن هنا جاء الاسم الذي يعني "حفنة".

## الوحدات الفرعية والمضاعفة

تريدراخما من قورنثوس، القرن الرابع قبل الميلاد
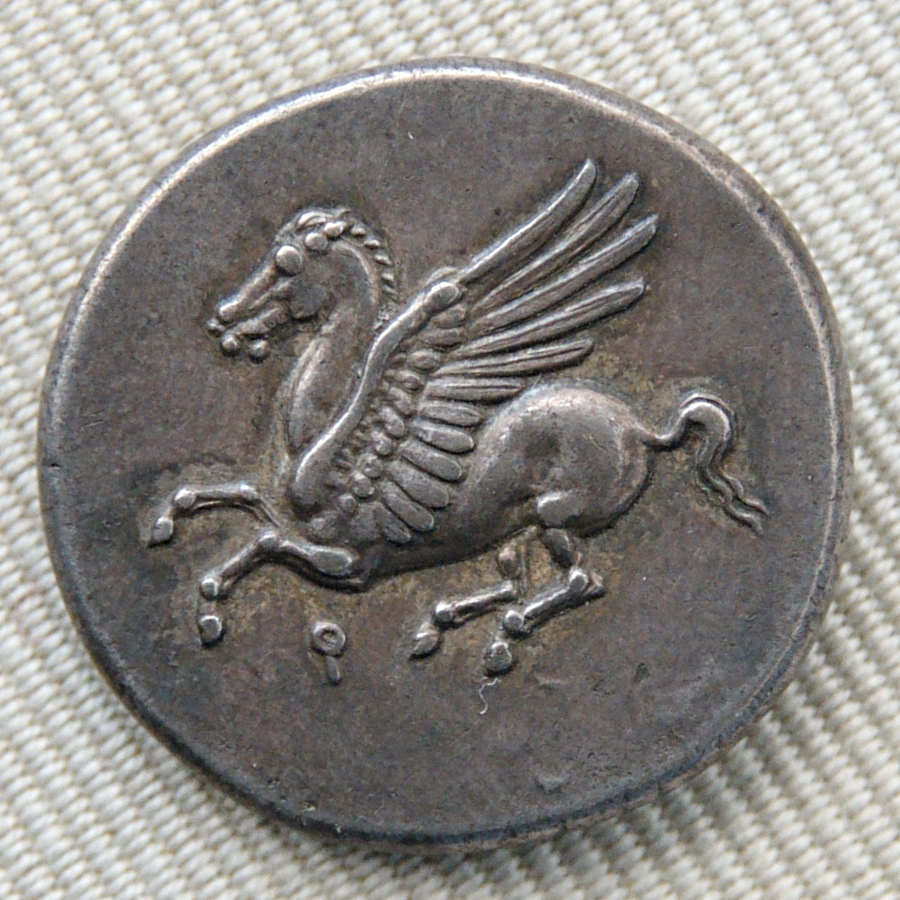
الوجه
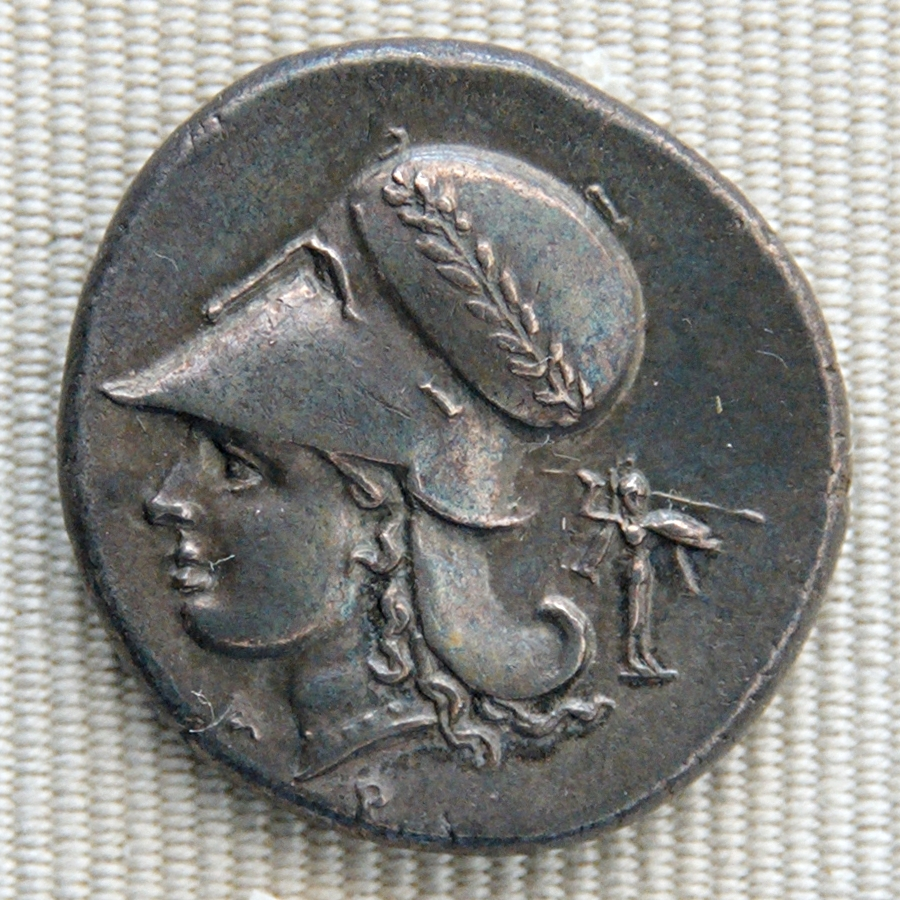
الظهر

- بنتيكونتادراخما ((بالإغريقية: πεντηκοντάδραχμον)) – نقدية من الذهب أو الفضة، تساوي 50 دراخمة.
- دوديكادراخما (بالإغريقية: δωδεκάδραχμον) – نقدية من الذهب أو الفضة، تساوي 12 دراخمة، 60 لتراً أو 72 أوبولاً.
- ديكادراخما ((بالإغريقية: δεκάδραχμον)) – نقدية من الذهب أو الفضة، تساوي 10 دراخمات، 50 لتراً، 60 أوبولاً أو 600 أونصة.
- أوكتادراخما ((بالإغريقية: ὀκτάδραχμον)) – نقدية من الذهب أو الفضة، تساوي 8 دراخمات، 40 لتراً أو 48 أوبولاً.
- بنتادراخما ((بالإغريقية: πεντάδραχμον)) – نقدية فضية تساوي 5 دراخمات، 25 لتراً أو 30 أوبولاً.
- تتيرادراخما ((بالإغريقية: τετράδραχμον)) – نقدية فضية تساوي 4 دراخمات، 20 لتراً أو 24 أوبولاً.
- تريدراخما ((بالإغريقية: τρίδραχμον)) – نقدية فضية تساوي 3 دراخمات، 15 لتراً أو 18 أوبولاً.
- ديدراخما ((بالإغريقية: δίδραχμον)) – نقدية فضية تساوي 2 دراخمات، 10 لتراً أو 12 أوبولاً.
- تريهميدراخما ((بالإغريقية: τριημιδραχμον)) – دراخما فضية تساوي 1.5 دراخمة.
- دراخما – نقدية فضية تساوي 1/100 من المِنة، أو نصف أو ثلث ستيتر، وتوازي 5 لتراً أو 6 أوبولاً.
- بنتوبول ((بالإغريقية: πεντώβολον)) – نقدية فضية تساوي 5/6 دراخمة، أي 5 أوبول.
- تتراوبول ((بالإغريقية: τετρώβολον)) – نقدية فضية تساوي 2/3 دراخمة، أي 4 أوبولات.
- تريوبول، أو هيميدراخما ((بالإغريقية: τριώβολον) / (بالإغريقية: ημίδραχμον)) – نقدية فضية تساوي نصف دراخمة، أي 3 أوبولات أو 2.5 لتراً.
- ديوبول ((بالإغريقية: διώβολον)) – نقدية فضية تساوي ثلث دراخمة، أي 2 أوبول.
- تريهيميوبوليون ((بالإغريقية: τριημιωβόλιον)) – نقدية فضية تساوي ربع دراخمة، أي 1.5 أوبول.
- أوبول ((بالإغريقية: ὀβολός)) – نقدية فضية تساوي سدس دراخمة، أي 5/6 لتراً أو 10 أونصات.

مثل العملات القديمة الأخرى، لم تكن دراهم وأنواعها دائماً تحمل اسم فارق بالقيمة، بل دُرّجت حسب الوزن والزخرفة.
| الصورة | التسمية                | القيمة           | الوزن      |
| ------ | ---------------------- | ---------------- | ---------- |
|        | ديكادراخما             | 10 دراخمات       | 43 غرامًا   |
|        | تترا دراخما            | 4 دراخمات        | 17.2 غرامًا |
|        | ديدراخما               | 2 دراخمات        | 8.6 غرامًا  |
|        | دراخما                 | 6 أوبولات        | 4.3 غرامًا  |
|        | تتروبول                | 4 أوبولات        | 2.85 غرامًا |
|        | تري أوبول (هيميدراخما) | 3 أوبولات        | 2.15 غرامًا |
|        | ديوبول                 | 2 أوبول          | 1.43 غرامًا |
|        | أوبول                  | 4 تتارتيموريونات | 0.72 غرامًا |
|        | تريتارتيموريون         | 3 تتارتيموريونات | 0.54 غرامًا |
|        | هيميوبول               | 2 تتارتيموريونات | 0.36 غرامًا |
|        | تريهيميتارتيموريون     | 1.5 تتارتيموريون | 0.27 غرامًا |
|        | تتارتيموريون           | —                | 0.18 غرامًا |
|        | هيميتارتيموريون        | نصف تتارتيموريون | 0.09 غرامًا |

## معايير سك النقود
اعتمدت العديد من المدن اليونانية القديمة المتقدمة على أنظمة نقدية ومحاسبية خاصة بها عند سك النقود، وقد تنوعت هذه الأنظمة حسب المناطق الجغرافية والتقاليد المحلية. وتُعد المعايير التالية من بين أبرز وأشهر معايير الدراخما المستخدمة في التاريخ القديم:
أنواع معايير سك الدراخما حسب المناطق:
- المعيار الإيجيني – وزن الدراخما 6 غرامات، استخدم منذ القرن السابع قبل الميلاد في أجانيطس، أوبيس، بيوتيا، كريت وصقلية.
- المعيار المِسْرِي الآسيوي الصغير – حوالي 3.6 غرامات، استُخدم منذ عهد كرويسوس (القرن السادس قبل الميلاد) في ليديا والمدن الأيونية، فينيقيا، ثم في المملكة البطلمية وقرطاج.
- المعيار الفارسي (أو السيكل) – 5.5 غرامات، استخدم في الإمبراطورية الأخمينية في بلاد فارس.
- المعيار الأولمبي – 4.88 غرامات، استخدم في مقدونيا القديمة حتى عهد فيليب الثاني المقدوني.

أنواع الدراخما الفضية حسب الوزن والمنطقة:
- الدراخما الأتيكية: 4.32 غرامات (الديدرهم = 8.64 غ، التترادرهم = 17.28 غ).
- الدراخما الأخائية: 3.66 غ (الستاتير ثلاثي الدراخما = 11 غ).
- دراخما البطالمة (مصر): 3.57 غ (التترادرهم = 14.3 غ).
- الدراخما الكامبانية: 3.75 غ (الستاتير = 7.5 غ).
- الدراخما الكورسيرية: 5.8 غ (الستاتير = 11.6 غ).
- الدراخما الكورنثية: 2.89 غ (الستاتير ثلاثي الدراخما = 8.67 غ).
- الدراخما الليدية: 5.46 غ (التريغيميدراخما الذهبية = 8.19 غ).
- الدراخما الليكية: 4.3 غ (الستاتير = 8.6 غ).
- الدراخما الرودسية/الخيوسية: 3.9 غ (التترادرهم = 15.6 غ).
- الدراخما الإيوبية: 8.6 غ (الستاتير = 17.2 غ)، سُكَّت بناءً على المينا الإيوبية (436.6 غ من الفضة)، أي أن 10 دراهم إيوبية كانت تعادل شيكلين ملكيين بابليين أو 3 شيكلات ملكية فينيقية.
- الدراخما الإيجينية: 6.24 غ (الستاتير = 12.47 غ).

بالإضافة إلى هذه الأنواع، هناك أيضًا دِراخما من أبديرا، ملطية، وغيرها من المدن.

## رمز الدراخما
لكل معنى من معاني كلمة «دراخما» رمزه الخاص (وكلها مدرجة في معيار الترميز الموحد):
- كوحدة نقدية في اليونان القديمة – 𐅂 ()؛
- كوحدة وزن في اليونان القديمة – 𐅻 (<·)؛
- كوحدة وزن في الخيمياء والصيدلة – ʒ؛
- كعملة وطنية في اليونان بين عامي 1832 و2002 – ₯.